# Star Trek: Seria oryginalna
Star Trek (później określany jako Star Trek: Seria oryginalna) – pierwszy serial telewizyjny rozgrywający się w uniwersum Star Trek, emitowany premierowo od 8 września 1966 roku do 3 czerwca 1969 roku w sieci NBC. Pierwotnie wyemitowano 79 odcinków, podzielonych na trzy sezony. Niepublikowany wcześniej pierwszy odcinek pilotowy, pochodzący z 1964 roku, trafił na antenę dopiero w 1988 roku. Pomysłodawcą serialu i zarazem całego uniwersum był Gene Roddenberry. W Polsce serial emitował AXN SciFi od 2000 roku.
Serial otrzymał nagrodę Hugo w kategorii najlepsza prezentacja dramatyczna za odcinek Bunt w 1967 roku oraz za odcinek Naprawić historię w 1968 roku. Choć premierowa emisja nie okazała się wielkim sukcesem, za sprawą licznych powtórek serial zyskał ogromną popularność i dał początek trwającej do dzisiaj produkcji kolejnych filmów, seriali i gier wideo spod znaku Star Trek.

## Fabuła
Akcja serialu rozgrywa się w latach 60. XXIII wieku, gdy loty kosmiczne między układami planetarnymi są już czymś zupełnie rutynowym. Ziemia jest wiodącym członkiem Zjednoczonej Federacji Planet – ogromnego, demokratycznego państwa obejmującego ponad setkę różnych planet. Pozostałe trzy założycielskie rasy Federacji to Wolkanie, Andorianie i Tellaryci. Do najważniejszych przeciwników politycznych i militarnych Federacji należą Imperium Klingońskie oraz Romulańskie Imperium Gwiezdne. 
Głównym miejscem akcji serialu jest statek kosmiczny USS Enterprise, należący do Gwiezdnej Floty – struktury będącej przede wszystkim siłami zbrojnymi Federacji, ale realizującej też liczne zadania naukowe czy dyplomatyczne.

## Bohaterowie i obsada
Trójkę głównych bohaterów tworzą: 
- kapitan James T. Kirk (William Shatner) - dowódca Enterprise, niekiedy porywczy i impulsywny, mający skłonność do niesubordynacji wobec przełożonych, ale przede wszystkim oddany bez reszty swojemu statkowi i jego załodze. Kirk uwielbia piękne kobiety i jest wytrawnym uwodzicielem, ale wie, że jego obowiązki kapitańskie są nie do pogodzenia z poważnym związkiem.
- komandor Spock (Leonard Nimoy) - pierwszy oficer statku i zarazem szef jego służb naukowo-badawczych. Pochodzi z planety Wolkan i wygląda jak typowy Wolkanin, choć etnicznie jest pół-Ziemianinem, ze względu na swoją matkę-Ziemiankę. Zgodnie z wolkańskimi ideałami, Spock stara się kierować wyłącznie zimną logiką. Ze względu na ziemską część swoich genów nie jest jednak zupełnie pozbawiony emocji i toczy ciągłą walkę wewnętrzną, aby je ukrywać i nie pozwalać im wpływać na własne zachowanie.
- dr Leonard „Bones” McCoy (DeForest Kelly) - naczelny lekarz statku, mówiący z wyraźnym akcentem z południa USA. W dyskusjach trójki głównych postaci jest zwykle wyrazicielem zwykłych ludzkich emocji czy odruchów. Mówi prosto z mostu i nie ogląda się na skomplikowane nieraz intrygi czy wielkie ideały kapitana, a z drugiej strony na zimną argumentację Spocka, której McCoy nie może ścierpieć, co często rodzi konflikty między tymi oficerami.

Czwórkę stałych bohaterów drugoplanowych stanowią:
- komandor porucznik Montgomery „Scotty” Scott (James Doohan) - naczelny inżynier statku, absolutnie zakochany w Enterprise jako dziele technicznego geniuszu. Mówi z silnym szkockim akcentem i ma wiele cech stereotypowego Szkota, jak zamiłowanie do białej broni czy mocnych alkoholi.
- porucznik Hikaru Sulu (George Takei) - pochodzący z Japonii główny sternik statku. Jest osobą o raczej ciepłym i łagodnym usposobieniu, ale zdarza się też, że wychodzi z niego prawdziwy samuraj.
- porucznik Nyota Uhura (Nichelle Nichols) - pochodząca z Afryki (jej językiem ojczystym jest suahili) specjalistka ds. łączności. Uhura była jedną z pierwszych w historii amerykańskiej telewizji postaci czarnych kobiet, które pełniły role równe białym i były traktowane przez nich absolutnie po partnersku.
- chorąży Pavel Chekov (Walter Koenig) - postać dodana od początku drugiego sezonu z myślą o młodszej widowni. Jest ukazany jako młody przystojniak, który z jednej strony bywa mimowolnie bardzo zabawny, ale z drugiej nie brakuje mu też odwagi czy chęci do amorów.

W pozostałych rolach i epizodach wystąpili m.in.: Joan Collins, Jill Ireland, Sally Kellerman, Michael Ansara, Teri Garr, David Soul, Gene Roddenberry, Ricardo Montalbán, Charles Napier.